# 14968 Kubáček
14968 Kubáček eller 1997 QG är en asteroid i huvudbältet som upptäcktes den 23 augusti 1997 av de båda slovakiska astronomerna Adrián Galád och Alexander Pravda vid Modra-observatoriet. Den är uppkallad efter Dalibor Kubácek.
Asteroiden har en diameter på ungefär 5 kilometer.